# Verein für Geschichte und Altertumskunde Westfalens, Abt. Münster

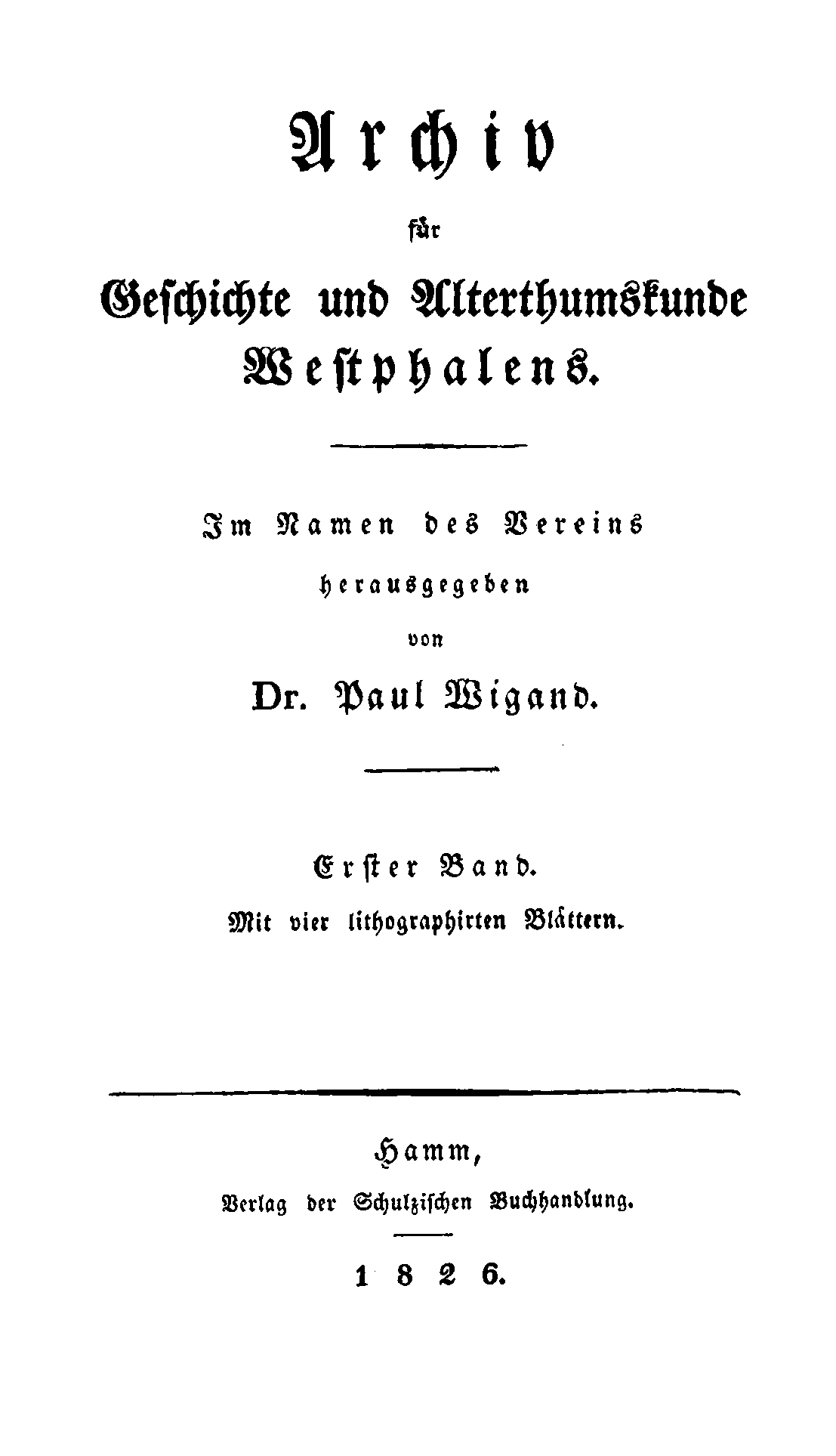

Der Verein für Geschichte und Altertumskunde Westfalens, Abt. Münster e. V. ist ein Geschichtsverein mit Sitz in Münster. Er ist eine von zwei Abteilungen des Vereins, dessen andere Abteilung in Paderborn angesiedelt ist. Die Abteilungen werden unabhängig voneinander über Mitgliedsbeiträge finanziert, teilen sich aber seit ihrer Entstehung den Namen und geben zusammen zunächst die eine, inzwischen die beiden Vereinspublikationen heraus.
Der Verein wird gefördert durch den Landschaftsverband Westfalen-Lippe, dessen Direktor zugleich auch Kurator des Vereins ist. Stand 2022 hat die Abteilung Münster 725 Mitglieder.

## Geschichte
Die Abteilung Münster des „Vereins für Geschichte und Altertumskunde Westfalens“ wurde 1825 auf Betreiben des Oberpräsidenten der Provinz Westfalen, Ludwig Freiherr von Vincke gegründet und war zunächst ein Zweigverein des im Vorjahr in Paderborn gegründeten Vereins. Die Abteilung Münster war und ist für den Regierungsbezirk Münster, die Abteilung Paderborn für die Regierungsbezirke Arnsberg und Minden, bzw. ab 1947 Detmold, zuständig.
Zweck der Vereinsgründung war das Sammeln, Sichern und Erforschen historischer Quellen mit und ohne westfälischem Bezug. Mit dem Reichsdeputationshauptschluss von 1803 war ein Großteil des Bistums Münsters als säkularisiertes Erbfürstentum an das Konigreich Preußen gefallen. Nach der Säkularisierung der Klöster liefen viele als wertvoll erachtete Gegenstände und Quellen Gefahr, als „herrenlos“ verkauft, getauscht oder vernichtet zu werden. Die Abteilung Münster des „Vereins für Geschichte und Altertumskunde Westfalens“ rief ihre Mitglieder zur Sammlung dieser „vaterländischen Altertümer“ auf. Dabei standen sowohl schriftliche Quellen als auch Objekte im Fokus, die in einem geplanten, neu zu errichtenden Museum für westfälische Altertümer in Münster ausgestellt werden sollten. Noch vor der Entstehung eines permanenten Museums bildete die Vereinssammlung Grundlage für Ausstellungen in den Jahren 1836, 1840, 1842, 1869 und 1879. 1866 gelangten die Sammlungen des aufgelösten Vereins „Westfälische Gesellschaft für vaterländische Cultur“ in Minden an die Abteilung Münster. Mit der Einweihung des damaligen Landesmuseums für die Provinz Westfalen (heute das LWL-Museum für Kunst und Kultur) im Jahr 1908 wurde die Sammlung des Altertumsvereins Teil von dessen Grundstock. Das Museum nahm auch die Bibliothek des Vereins auf, während die archivalischen Sammlungen 1927 als Depositum in das Staatsarchiv Münster, das heutige Landesarchiv NRW Abteilung Westfalen, gelangten.
Weitere Schwerpunkte der frühen Vereinsarbeit lagen in der wissenschaftlichen Forschung und deren Vermittlung. Dazu gehörte zunächst die Publikation von Quellenwerken, insbesondere eines 11-bändigen „Westfälischen Urkundenbuchs“, eines westfälischen Siegelwerkes (der ersten Publikation dieser Art überhaupt, die einen geschlossenen Raum abdeckt) und einer Reihe von Heberegistern. 1895 und 1896 wurde die wissenschaftliche Arbeit des Vereins in die von ihm zunächst als Ausschüsse gegründete Altertumskommission für Westfalen und die Historische Kommission für Westfalen ausgegliedert.

## Vereinsarbeit
Einen festen Bestandteil von Vereinsarbeit und Vereinsleben der Münsteraner Abteilung des „Vereins für Geschichte und Altertumskunde“ bildet die jährliche öffentliche Vortragsreihe zu historischen, kunsthistorischen, volkskundlichen und archäologischen Themen, die in den Wintermonaten stattfindet.
Für ihre Mitglieder bietet die Abteilung Münster u. a. Tagesfahrten zu historisch interessanten Zielen, Ausstellungsbesuche, mehrtägige Bildungsfahrten und historisch ausgerichtete Fahrradtouren an. Aufgrund der Verbundenheit mit dem LWL-Landesmuseum für Kunst und Kultur in Münster können Vereinsmitglieder das Museum kostenlos besuchen.
Seit 1949 richten die Vereinsabteilungen Münster und Paderborn gemeinsam den jährlich stattfindenden „Tag der Westfälischen Geschichte“ mit Vorträgen und Exkursionen an wechselnden Orten in Westfalen aus, der sich neben den Vereinsmitgliedern auch an die historisch interessierte Öffentlichkeit vor Ort wendet.
Im Rahmen des Projekts „Schüler schreiben Geschichte“ veröffentlicht die Abteilung Münster auf ihrer Website Arbeiten von Schülerinnen und Schülern, die eigenständige Forschungen im Bereich der westfälischen Lokal- und Regionalgeschichte zum Inhalt haben. Sie entstehen in der Regel im Rahmen des Geschichtswettbewerbs des Bundespräsidenten oder als Facharbeiten in der Oberstufe an Gymnasien.
Seit 2022 vergibt die Abteilung Münster den mit 3.000 € dotierten Alfred-Hartlieb-von-Wallthor-Preis für wissenschaftliche Arbeiten, die sich mit dem Konzept „Raum“ als interdisziplinäre Forschungskategorie beschäftigen. Der Preis wurde von Heide Barmeyer-Hartlieb, der Witwe des ehemaligen Vereinsvorsitzenden Alfred Hartlieb von Wallthor, gestiftet und wird alle drei Jahre vergeben. Der erste Preisträger war 2022 Leo Klinke mit seiner Dissertation „Wahrnehmung vergangener Landschaften – Studien zur Entwicklung einer Kulturlandschaft im nördlichen Münsterland vom Spätneolithikum bis ins Spätmittelalter aus emischer Perspektive“.

## Publikationen
Gemeinsam mit der Paderborner Schwesterabteilung veröffentlicht die Abteilung Münster jedes Jahr zwei wissenschaftliche Zeitschriften. Seit 1826 publiziert sie die „Westfälische Zeitschrift“ (zunächst unter den Titeln: „Archiv für Geschichte und Altertumskunde Westfalens“ (1826–1838) und „Zeitschrift für vaterländische Geschichte und Altertumskunde“ (1838–1929)).
Seit 1909 veröffentlicht der Verein zudem die Zeitschrift „Westfalen. Hefte für Geschichte, Kunst und Volkskunde“, ursprünglich erschienen als „Mitteilungen des Vereins für Geschichte und Altertumskunde Westfalens und des Landesmuseums der Provinz Westfalen“.
In Kooperation mit der Historischen Kommission für Westfalen und dem Landesarchiv NRW Abteilung Westfalen hat die Abteilung Münster zwischen 2009 und 2022 die Tagebücher ihres einstigen Kurators, des ersten Oberpräsidenten der Provinz Westfalen, Ludwig Freiherr von Vincke, in elf Bänden ediert.

## Vorstand und Beirat
Der siebenköpfige Vorstand und der aus bis zu 20 Mitgliedern bestehende Beirat repräsentieren idealerweise Regionen und historisch arbeitende Institutionen, die im Regierungsbezirk Münster maßgeblich wirken. Ein Ziel ist eine Vernetzung der historisch interessierten und professionell historisch arbeitenden Menschen, um Synergieeffekte zu erzielen und die Arbeit gegenseitig zu unterstützen.

## Vorsitzende
- 1825–1829 Friedrich Kohlrausch
- 1834–1851 Heinrich August Erhard
- 1851–1858 Caspar Geisberg
- 1858–1859 Bernhard Hölscher
- 1859–1866 Heinrich Geisberg
- 1866–1872 Hermann Heinrich Rump
- 1872–1874 Adolf Hechelmann
- 1875–1877 Heinrich Geisberg
- 1877–1880 Peter Beckmann
- 1880–1894 Adolf Tibus
- 1894–1898 Heinrich Finke
- 1898–1908 Anton Pieper
- 1909–1923 Wilhelm Eberhard Schwarz
- 1923–1928 Ludwig Schmitz-Kallenberg
- 1928–1941 Anton Eitel
- 1943–1946 Gerd Tellenbach
- 1946–1951 Anton Eitel
- 1951–1963 Karl Zuhorn
- 1963–1971 Joseph Prinz
- 1971–1979 Alfred Hartlieb von Wallthor
- 1979–1989 Erwin Iserloh
- 1989–2000 Hans-Joachim Behr
- 2000–2008 Franz-Josef Jakobi
- 2008–2024 Mechthild Black-Veldtrup
- seit 2024 Peter Worm